# 挪威一级音乐大赛
（挪威）一级音乐大赛（挪威語：Melodi Grand Prix，简称"MGP"或"Grand Prix"）是由挪威广播公司(NRK)为选出代表挪威参加欧洲歌唱大赛的歌曲而组织的年度音乐比赛。自1960年起，该比赛几乎年年举行。
比赛至今已产生3名欧洲歌唱大赛冠军和另外9名欧歌赛前5强。但是，挪威也保持着自参赛以来垫底次数最多的记录，垫底累计达11次。尽管如此，该比赛仍在挪威以及其它受北欧文化渗透的国家有不小的影响力，比如2008年的获胜歌曲就曾位居过挪威音乐榜单的榜首。
参加过该比赛或在比赛中献唱过歌曲的知名挪威艺人有神秘园、玛丽亚·亚瑞唐多、西丝儿、温可·柯努特桑及阿黛棱等。

## 起源
欧歌赛最早于1956年5月24日在瑞士卢加诺举办。但前3届欧歌赛挪威都没有参加。在1960年的比赛中，挪威第一次参赛。而作为欧视参赛曲海选比赛的首届挪威一级音乐大赛由挪威广播集团组织，于当年的2月20日在奥斯陆举办。10首歌曲曾在2月2日的电台半决赛中亮相，其中5首歌曲将晋级最后的决赛电视直播。但由于有3首歌曲在半决赛中取得并列第4名，所以最终有6首歌曲晋级决赛。最终的冠军是由Nora Brockstedt演唱的《Voi Voi》。Brockstedt在3月29日于伦敦举办的欧歌赛上为第一次参赛的挪威拿到了第4名的好成绩。Brockstedt还在次年又以一首《Sommer i Palma》再次取得了挪威一级音乐大赛的冠军。
1970年因一场北欧对投票制度的抵制运动，挪威未能参加该年的欧歌赛。这场运动的影响还导致了1969年的欧歌赛出现了4国平手的情形。1991年，因NRK认为比赛征集到的歌曲水平不行，所以取消了本国当年度的一级音乐大赛，而改为直接在罗马宣布一首内定好的歌曲参加欧歌赛。最后一次没举办一级音乐大赛的年份是2002年，原因是受到了前一年垫底成绩的影响。

## 优胜歌曲

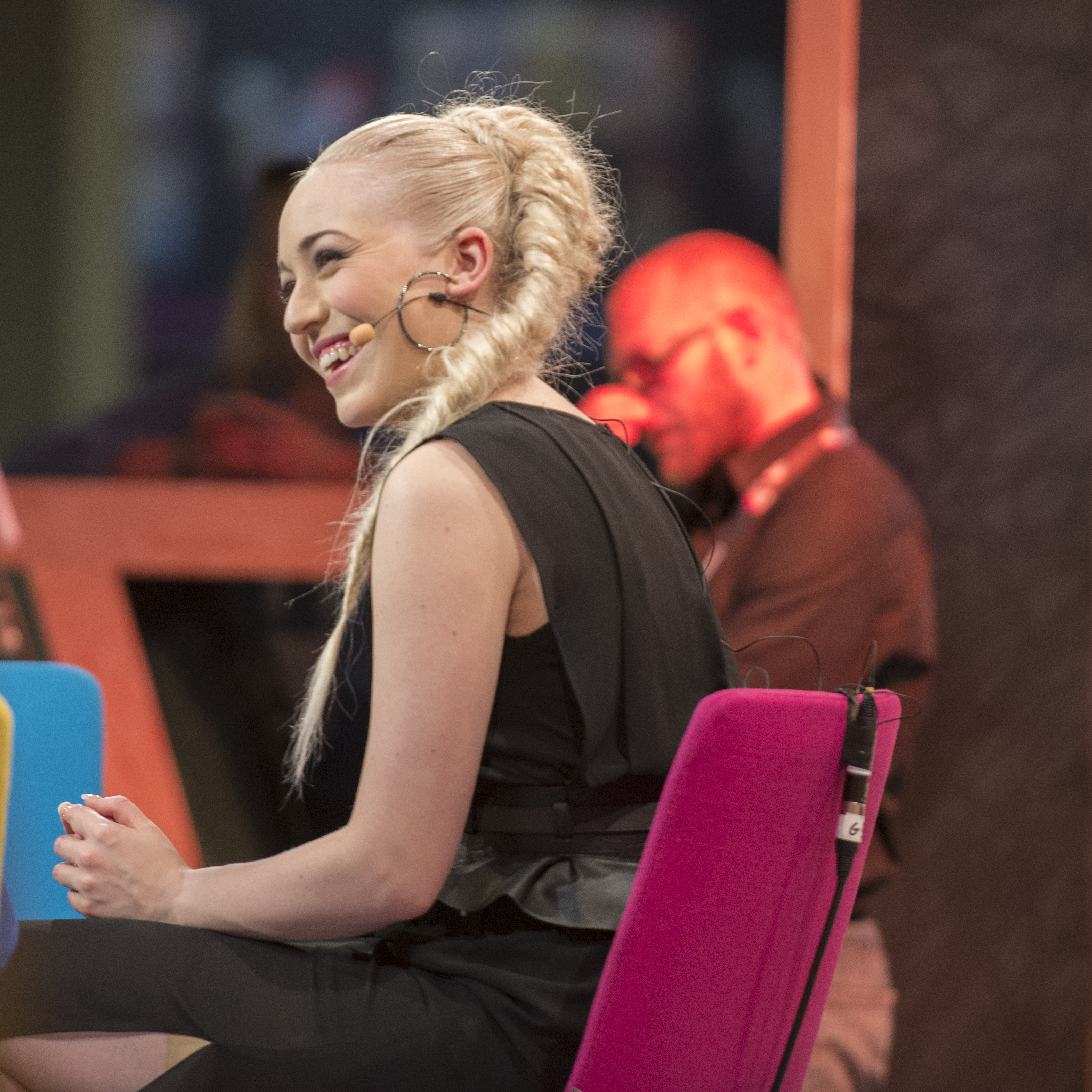
2013年挪威一级音乐大赛冠军Margaret Berger在2013年欧洲歌唱大赛决赛中取得第4名。

所有MGP的冠军都顺利参加了欧洲歌唱大赛。挪威在欧歌赛中拿到过3次冠军，分别是在1985年、1995年和2009年。与此同时，挪威也在比赛中垫过11次底，分别是在1963年、1969年、1974年、1976年、1978年、1981年、1990年、1997年、2001年、2004年和2012年，比其它任何国家次数都多。
下表仅列出在欧洲歌唱大赛中取得前5名以上成绩的挪威参赛歌曲：
| 年份 | 歌曲                        | 艺人                  | 排名 | 得分 |
| ---- | --------------------------- | --------------------- | ---- | ---- |
| 1960 | "Voi Voi"                   | Nora Brockstedt       | 4th  | 11   |
| 1966 | "Intet er nytt under solen" | Åse Kleveland         | 3rd  | 15   |
| 1985 | "La det swinge"             | Bobbysocks            | 1st  | 123  |
| 1988 | "For vår jord"              | Karoline Krüger       | 5th  | 88   |
| 1993 | "Alle mine tankar"          | Silje Vige            | 5th  | 120  |
| 1995 | "Nocturne"                  | 神秘园                | 1st  | 148  |
| 1996 | "I evighet"                 | Elisabeth Andreassen  | 2nd  | 114  |
| 2003 | "I'm Not Afraid To Move On" | Jostein Hasselgård    | 4th  | 123  |
| 2008 | "Hold On Be Strong"         | Maria Haukaas Storeng | 5th  | 182  |
| 2009 | "Fairytale"                 | 亚历山大·雷巴克       | 1st  | 387  |
| 2013 | "I Feed You My Love"        | Margaret Berger       | 4th  | 191  |